# Credit Lyonnais Building
Il Calyon Building (prima conosciuto come Credit Lyonnais Building) è un grattacielo situato al 1301 Avenue of the Americas a New York City. Progettato dalla Shreve, Lamb & Harmon Associates, la sua costruzione è terminata nel 1964. È il 79º grattacielo più alto della città. Il suo nome è dovuto alla società Calyon Corporation, proprietaria della Credit Lyonnais Corporation.